# An-14
An-14 (ros. Ан-14 Пчёлка) – radziecki lekki samolot transportowy krótkiego startu i lądowania (STOL), zaprojektowany w biurze konstrukcyjnym Olega Antonowa. Samolot miał zastąpić dwupłatowego An-2. Prototyp oblatany w 1958 roku, produkcja seryjna w latach 1966–1972, wyprodukowano ponad 330 sztuk samolotu. Samolot zastąpiony przez większy model An-28.